# Gideon Mendel
Gideon Mendel (* 31. August 1959 in Johannesburg) ist ein international tätiger Fotojournalist und Fotograf. Ursprünglich von der klassischen Dokumentarfotografie kommend, verstand er sich zunehmend als Aktivist. Seine Arbeit in Langzeitprojekten zu Themen wie Apartheid, AIDS und Klimawandel wurde gewürdigt sowohl in ästhetischer wie auch ethischer Hinsicht, von Institutionen wie der nach Jackson Pollock und Lee Krasner eingerichteten Kunststiftung oder von Greenpeace und Amnesty International. Er kooperierte auch mit Extinction Rebellion. Fotoessays von Gideon Mendel erschienen in National Geographic, Geo und im Wochenendmagazin des Guardian, Buchpublikationen und Kataloge zu seinen Ausstellungen dokumentieren sein Schaffen ebenso wie seit einiger Zeit seine Film- und Videoarbeiten.

## Leben
Gideon Mendel ist der Sohn von Alfred „Alf“ Mendel (13. Januar 1913 bis 24. Januar 1994) und Rose Mendel (geborene Rosemarie Schwarz, 5. Mai 1923 bis 25. Juli 2018). Die Eltern waren als jüdische Verfolgte aus Hitlerdeutschland geflüchtet und nach Südafrika gelangt. Schon Mendels Großmutter mütterlicherseits (“an independent photographer”) benutzte eine Kamera: Dabei habe sie, so der Enkel, in den 1920er- und 1930er-Jahren „schöne Aufnahmen“ gemacht, die nichts davon sagen, was zu jener Zeit vor sich ging. (“She made beautiful prints in the 1920s and 1930s; they say nothing about what was going on at the time”, so Gideon Mendel zum Jewish Report.)
Mendel studierte Afrikanische Wirtschaftsgeschichte und Psychologie an der Universität Kapstadt und machte dort seinen Bachelor of Arts. In den 1980er-Jahren arbeitete er für die Bildredaktion von The Star. Als Fotograf ist Mendel Autodidakt, um Aufnahme in die Bildagentur Magnum bewarb er sich dreimal vergeblich. In den 1980er-Jahren hatte Gideon Mendel seine ersten Einzelausstellungen in Johannesburg, in den 1990er-Jahren außerhalb seiner Heimat beim Fotofestival in Perpignan. Zu dieser Zeit war er Mitarbeiter der Agence France-Presse. An Einflüssen benannte er David Goldblatt, Walker Evans und W. Eugene Smith, nicht zuletzt dessen Vorstellung von „committed photography“ (sinngemäß: engagierte Fotografie).
Im Middlesex Hospital konfrontierte er sich 1993 zum ersten Mal mit dem Thema HIV / AIDS, er fotografierte im Broderip Ward, der ersten AIDS-Station Londons. Diese Erfahrung brachte ihn dazu, weiter über die Krankheit und deren Folgen zu arbeiten: Er fotografierte in Heimen und Krankenhäusern, auch für Aufklärungskampagnen und -projekte. In Tansania entstand 1997 eine seiner berühmtesten Fotografien, Dorika Gabriel carries her 30-year-old son Joseph to shade.
Mendels Arbeit im Dschungel von Calais fand zwischen Mai und Oktober 2016 statt.
Seit 2007 fotografiert Mendel in überfluteten Zonen. Der Übertitel dieses nicht abgeschlossenen Projektes lautet Drowning World, in bislang dreizehn Ländern arbeitete Mendel in Katastrophenszenarien wie aus einem der postapokalyptischen Romane von J. G. Ballard. Die Videoinstallation The Water Chapters behandelt individuelle, innerfamiliäre und gemeinschaftliche (“individual, family, and community”) Antworten auf Hochwasser: Die neun Abschnitte führen nach Thailand (2011), Nigeria (2012), Deutschland (2013), auf die Philippinen (2013), ins Vereinigte Königreich (2014), nach Indien (2014), Brasilien (2015), in die USA (2015) und nach Frankreich (2016). In jüngerer Zeit schloss Mendel das Element Feuer in seine Arbeit mit ein und dokumentierte Waldbrände, die er wie die Fluten im Kontext der Globalen Erwärmung sieht.
Kritik an seiner Arbeit reflektierte Mendel folgendermaßen: Ihm sei bewusst, dass er in einer langen Linie weißer, meistens männlicher, des Öfteren jüdischer Fotografen mit einer tiefen Faszination für ‚schwarze Armut‘ stehe. Auch sei klar, dass diese aufgrund herrschender Machtverhältnisse sehr einfach Zugang zu ‚schwarzer Armut‘ gehabt hatten. Er habe sich oft gefragt: In welchem Ausmaß sind die Bilder, die du machst, Ergebnis deiner Privilegiertheit? Allerdings habe es ihn immer dahin gezogen, über die wichtigen Themen in der Welt zu arbeiten, mit der Idee, dass Fotografie mehr sein könne als Dokumentation, nämlich politisch.

„Beyond that I’m part of a long line of South African white, mostly male, frequently Jewish, photographers who have had at different points a deep fascination with black poverty, and because of power relations, have had very easy access to black poverty. That’s something I’ve been thinking about a lot recently. To what extent are the images you make a result of your privilege? […] I’ve always been drawn to make work about the important things going on in the world, and that idea of photography as more than documentation, that it could be political.“

Mendels frühe Fotoarbeiten aus Südafrika waren Bestandteil des Ausstellungs- und Buchprojektes Rise and Fall of Apartheid von Okwui Enwezor.
Sein Lebensmittelpunkt ist seit 1990 hauptsächlich London. Seit 2020 ist Gideon Mendel Ehrenmitglied der Royal Photographic Society.
Seine Frau Sarah Macauley lernte Gideon Mendel auf einer AIDS-Station kennen, wo diese als Krankenschwester arbeitete. Das Paar hat zwei Söhne, Elias „Eli“ Mendel und Jonathan „Jonah“ Mendel. Für Gideon Mendel war das Vaterwerden einer der Auslöser dafür, dass er versuchte, sich „die Welt vorzustellen, in der meine Kinder einmal in meinem Alter leben würden“.

## Werk

### Publikationen
- 2001: A Broken Landscape. HIV & AIDS in Africa.
- 2017: Dzhangal. GOST Books, ISBN 978-1-910401-15-6.
- 2017: The Ward. Trolley Books, London
- 2019: Through Positive Eyes. Mit einem Vorwort von Richard Gere. Aperture, ISBN 978-1-59711-476-9.
- 2019: Freedom or Death. GOST Books, ISBN 978-1-910401-39-2.

### Ausstellungen (Auswahl)
- 2009/2010: Kingsmead Eyes. A collaborative exhibition by Gideon Mendel and Kingsmead School, Museum of Childhood des Victoria and Albert Museum, Bethnal Green
- 2013: Living in Yeoville, Diaprojektion im Rahmen der Ausstellung Aufstieg und Fall der Apartheid. Fotografie und Bürokratie des täglichen Lebens (Kurator: Okwui Enwezor) im Haus der Kunst, München
- 2018: Wenn die Flut kommt, im Rahmen des Festivals horizonte zingst, Leica Galerie, Zingst
- 2018: aus Drowning World, im Rahmen der Ausstellung Extreme. Environments der RAY Triennale 2018 in Frankfurt
- 2021: Submerged Portraits, im Rahmen des Riaperture Photofestival Ferrara
- 2022: aus Submerged Portraits, im Rahmen des Journalismusfest, Innsbrucker Dom
- 2022: The Water Chapters, Videoinstallation im Rahmen des Auckland Festival of Photography, Auckland
- 2023: The Ward – Revisited, The Fitzrovia Chapel (im ehemaligen Middlesex Hospital), London
- 2023: Fire / Flood, The Photographers’ Gallery, London

## Auszeichnungen (Auswahl)
- W. Eugene Smith Grant in Humanistic Photography[9]
- 2003: Media Award, Amnesty International UK, Kategorie Fotojournalismus[10]
- 2016: Pollock Prize for Creativity[11]
- 2016: Greenpeace Photo Award (Jury Award)[12]
- 2017: Leica Oskar Barnack Award (Finalist)[13]
- 2021: Head on Portrait Award[14]